# Стенбок, Юлий Иванович
Граф Юлий Иванович Стенбок (1812—1875) — русский  обер-гофмейстер из рода графов Стенбок. Вице-президент и почётный член Императорской Академии художеств.

## Биография
Происходил из графского рода Стенбок. Родился в 1812 году. В службе и классном чине с 30 августа 1832 года.
В августе 1856 года был произведён в действительные статские советники. В 1857 году в звании камергера Двора Его Величества был действительным членом Императорской Академии художеств.
С 1860 года — помощник председателя и председатель Департамента уделов Министерства императорского двора. В 1861 году стал гофмейстером Двора Его Величества, в 1862 году —  тайным советником и начальником Главного управления уделов. Одновременно с 1864 года был вице-президентом, а с 1871 года — почётным членом |Императорской Академии художеств.
С 11 января 1874 года — действительный тайный советник; в том же году был произведён в звание Обер-гофмейстера Двора Его Императорского Величества.
Был почётным мировым судьёй по Петергофскому уезду.
Был награждён всеми российскими орденами вплоть до ордена Святого Александра Невского с бриллиантовыми знаками пожалованные ему в 1872 году.